# James Grant
Pour les articles homonymes, voir Grant.
James Grant (1772-Saint-Servan, 11 novembre 1833) était un officier de marine britannique. Il a effectué plusieurs expéditions en Australie et en Tasmanie, dont il a cartographié une partie des côtes. 

## Biographie

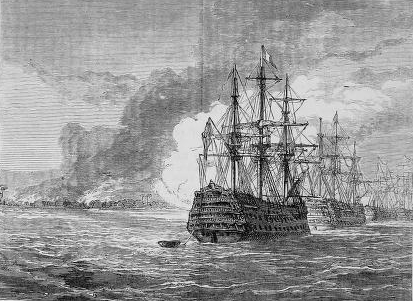
Vue de l'incendie de la ville de Roseau à la Dominique, par James Grant (1805).

Capitaine du Lady Nelson, il est envoyé en Australie, en 1800, pour y soutenir l'explorateur Matthew Flinders mais, en cours de route, reçoit l'ordre d'aller reconnaître et cartographier le détroit de Bass. Il est ainsi le premier à l'emprunter d'ouest en est et arrive à Sydney en mai 1801. 
En juin 1801, il accompagne William Paterson dans une expédition visant à reconnaître la Hunting River de Nouvelle-Galles du Sud en Australie. Il publie le récit de son voyage à Londres en 1803. 
Commandant, il meurt à Saint-Servan le 11 novembre 1833. 
On lui doit le nom scientifique du cacatoès à tête rouge (Callocephalon fimbriatum).